# Classics Live! II
 (septembre 2017).
Si vous disposez d'ouvrages ou d'articles de référence ou si vous connaissez des sites web de qualité traitant du thème abordé ici, merci de compléter l'article en donnant les références utiles à sa vérifiabilité et en les liant à la section « Notes et références ».
Albums de Aerosmith
Classics Live!
(1986) Permanent Vacation
(1987)
Classics Live! II est un album live du groupe de rock américain Aerosmith, sorti en 1987.

## Présentation
L'album fait suite à une première partie, Classics Live!, sortie un an auparavant.
Classics Live! II présente principalement des morceaux enregistrés lors d'un spectacle de réveillon de la Saint-Sylvestre au Orpheum Theatre (en) de Boston (Massachusetts), le 31 décembre 1984, où les cinq membres originaux du groupe se sont, de nouveau, réunis.
Deux des titres , Let the Music Do the Talking (en), le premier titre de l'album Done with Mirrors (1985), et Draw the Line, une interprétation  au California Jam II de 1977, sont des prestations enregistrées à d'autres moments (voir infra).
L'album obtient la certification disque d'or aux États-Unis (décerné le 28 octobre 1994 par la RIAA pour 500 000 exemplaires vendus).

### Classics Live! Complete
En septembre 1998, est éditée, exclusivement en Europe, une compilation intitulée Classics Live! Complete regroupant Classics Live!, sorti en 1986, et Classics Live! II sur un même CD où les titres sont remasterisés par Vic Anesini.
Ensemble, ils constituent la seconde prestation scénique enregistrée du groupe, après Live! Bootleg.

## Liste des titres
Toutes les chansons sont écrites et composées par Steven Tyler et Joe Perry, sauf annotations.
| 1.    | Back in the Saddle                                                                             | 4:38 |
| 2.    | Walk This Way                                                                                  | 4:21 |
| 3.    | Movin’ Out                                                                                     | 5:45 |
| 4.    | Draw the Line (enregistré le 12/03/1986 au Worcester Centrum, Worcester)                       | 4:51 |
| 5.    | Same Old Song and Dance                                                                        | 5:45 |
| 6.    | Last Child (Steven Tyler, Brad Whitford)                                                       | 3:43 |
| 7.    | Let the Music Do the Talking (Joe Perry) (enregistré le 18/03/1978 au California Jam, Ontario) | 5:40 |
| 8.    | Toys in the Attic                                                                              | 4:09 |
| 38:52 |                                                                                                |      |

## Crédits

### Membres du groupe
- Steven Tyler : chant (frontman)
- Tom Hamilton : basse
- Joey Kramer : batterie
- Brad Whitford, Joe Perry : guitare électrique

### Équipes technique et production
- Production : Paul O'Neill, Aerosmith
- Producteur délégué : David Krebs, Steve Leber
- Ingénierie : James A. Ball, Bob Demuth, Jay Messina, Sam Kopper, Steve Colby
- Ingénierie (assistant) : Jim Henehan
- Mixage : James A. Ball
- Mastering : Jack Skinner
- Photographie : Frank White, Ross Halfin